# Gravitační diferenciace
Gravitační diferenciace je druh diferenciace, kdy docházi vlivem gravitace k rozlišování taveniny či jiné látky na dvě a více různých složek. Nejčastěji se projevuje u magmatu při jeho výstupu k povrchu Země (ale i planet), kdy těžší komponenty magmatu klesají do nižších oblastí magmatického krbu či rezervoáru a v horních oblastech se hromadí magma tvořené lehčími komponentami.
Ve výsledku gravitační diferenciace může utvořit dva druhy magmatu v jednom krbu, který se bude od sebe zcela lišit a to jak složením, tak i strukturou. Proces je velice blízce spojen s planetární diferenciací, kdy dochází ve velkém měřítku k přesunu těžkých prvků jako železa a niklu do oblasti jádra.